# La Foire chinoise
La Foire chinoise est un tableau réalisé par le peintre français François Boucher vers 1742. Cette huile sur toile est une scène de genre qui représente une foire en Chine. Il s'agit de l'une des huit esquisses de chinoiseries destinées à être exécutées en tapisserie à la manufacture de Beauvais que l'artiste a exposées à Paris à l'occasion du Salon de peinture et de sculpture en 1742. L'œuvre fait partie depuis 1843 des collections du musée des Beaux-Arts et d'Archéologie de Besançon, dans le Doubs.

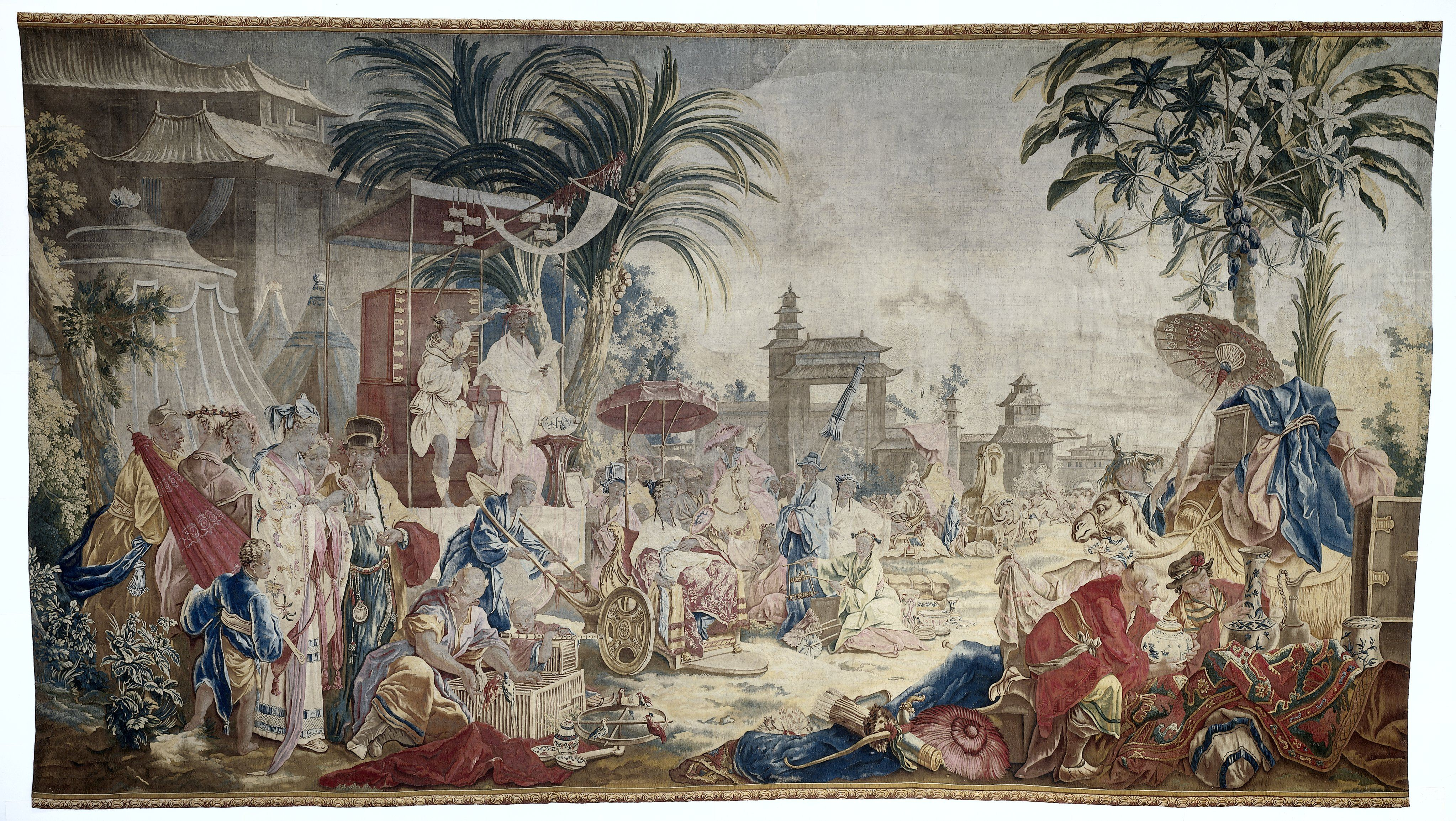
Tapisserie basée sur La Foire chinoise – Rijksmuseum Amsterdam, Amsterdam.